# Большая Дорогомиловская улица
Больша́я Дорогоми́ловская у́лица — улица в Западном административном округе города Москвы в районе Дорогомилово. Начинается у Бородинского моста и площади Киевского Вокзала и проходит от набережной Тараса Шевченко до площади Дорогомиловская Застава, где вливается в Кутузовский проспект. Слева примыкают 2-й Брянский переулок и улица Можайский Вал, справа — 1-я Бородинская улица и Украинский бульвар. Нумерация домов ведётся от площади Киевского Вокзала.

## Происхождение названия
Местность Дорогомилово известна с XIII века по владельцу вотчины боярину Ивану Дорогомилову, и первоначально располагалась на левом берегу Москвы-реки. Но в XVI веке на правом берегу была основана Дорогомиловская ямская слобода. С тех пор Дорогомиловом стали называть местность в излучине Москвы-реки, на правом берегу. Название Дорогомиловская улица получила в XVIII веке. Слово Большая добавилось в название после того, как при застройке образовалась параллельная улица, названная Малой Дорогомиловской.
При подготовке к празднованию 100-летнего юбилея Отечественной войны 1812 года встал вопрос о переименовании Дорогомиловской улицы в улицу Кутузова (этот вопрос поднимался в Думе ещё в 1909 году), но древнее название улицы всё же было сохранено.

## История
Первоначально Смоленская дорога из Москвы на запад проходила от Смоленских ворот Земляного города по Плющихе, мимо Новодевичьего монастыря и через Сетуньскую переправу. Тогда Дорогомилово называли ещё местность на левом берегу Москва-реки. На правый берег это название было перенесено в конце XVI века тогда же, когда была изменена трасса Смоленской дороги, теперь проходившей по нынешней Смоленской и Большой Дорогомиловской улицам. Примерно в это же время сюда были переселены из села Большие Вязёмы «государевы ямщики» — крестьяне, освобождённые от всех повинностей, но взамен этого обязанные заниматься «ямской гоньбой» — перевозить пассажиров и грузы. В писцовых книгах об этом было записано: 
Охотники ямские из того Вязёмского яму переведены при царе Иване Васильевиче под Москву в Дорогомиловскую слободу.
 Так на правом, ранее не заселённом берегу в западном предместье города возникла Дорогомиловская ямская слобода, главной улицей которой стала нынешняя Большая Дорогомиловская.
В 1742 году был сооружён Камер-Коллежский вал, ставший таможенной, а позже административной границей Москвы. Большая Дорогомиловская улица заканчивалась у ворот Дорогомиловской заставы, за которой начиналось Можайское шоссе.
Закат эпохи ямщиков наступил в середине XIX века, когда почту начали перевозить в специальных почтовых экипажах, по железным дорогам и пароходами. Ямщики, лишенные старых привилегий, становились городскими извозчиками, легковыми или ломовыми, развозившими грузы от железнодорожных станций.
1 августа 1899 года отправился первый поезд с построенного в Дорогомилове Брянского (ныне Киевского) вокзала. Из-за этого нагрузка на улицу и Бородинский мост существенно возросла: целый день по Дорогомиловской улице тянулась бесконечная вереница извозчиков. После постройки вокзала Дорогомилово начали усиленно застраивать, преимущественно деревянными двухэтажными домами.

### Наводнения

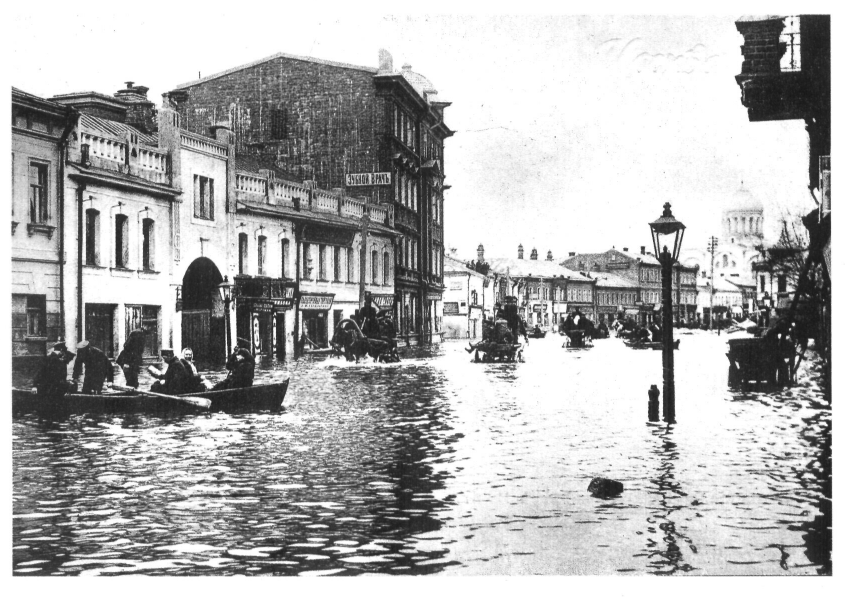
Наводнение 1908 г. на Большой Дорогомиловская улице. Справа — Церковь Богоявления в Дорогомилове

Дорогомилово было бедной окраиной Москвы, к тому же, часто затопляемой при наводнениях. Особенно большие наводнения случились в 1879 и в 1908 годах.
В 1879 году вода залила большую часть Дорогомиловской улицы и поднялась на 3 аршина (213,36 см). Почти все низменные переулки с их домами, подвальные этажи и одноэтажные дома были целиком залиты. Жители забирались на чердаки и тем только спасались от гибели. Некоторые из осажденных наводнением снимали с петель ворота и плавали на них в поисках пищи. Потоки воды неслись с такой силой, что на углу одного из переулков вода отмыла целый угол каменного дома вместе с полом и имуществом.
Но более всего Дорогомилово пострадало во время наводнения 1908 года. Наводнение началось утром в пятницу на Страстной неделе, и вода держалась до вечера первого дня Пасхи. В пятницу в Богоявленском храме совсем не было богослужения. На Большой Дорогомиловской улице были залиты первые этажи, а в переулках некоторые одноэтажные дома залило совсем, с крышей. По улице и по переулкам передвигались на лодках. По Дорогомиловской улице все утро горели фонари, и их некому было тушить. Многие лесные и дровяные склады по правую сторону моста разнесло половодьем. Трёхгорный пивоваренный завод почти весь был залит водой. Вода подошла к Дорогомиловскому кладбищу и залила часть могил. Огромная вокзальная площадь представляла собой бурное озеро. Брянский вокзал не мог функционировать, и поезда приходилось отправлять с Брестского вокзала.

Накануне Светлого праздника Москву посетило огромное бедствие: разлив реки Москвы, наступивший в настоящем году чрезвычайно поздно, принял чудовищные размеры, превзошедшие все ожидания... Разливом рек Москвы, Яузы и Водоотводного канала захвачена была более или менее значительная площадь 12 полицейских участков города, но особенно пострадаль пять участков по правую сторону реки Москвы: второй Хамовнический (Дорогомилово), оба участка Якиманской части и оба Пятницкой. Наводнение этого года охватило около 4 миллионо кв. сажен, то есть 1/5 часть всей площади города.
— Доклад № 128-й Московской городской управы по борьбе с наводнением, организации помощи пострадавшему населению и о размерах убытков, причинённых наводненеим 25 апреля 1908 года.

### Трамвай
В конце XIX века от Дорогомиловской заставы к центру города можно было доехать конкой. В 1909 году встал вопрос о прокладке в Дорогомилово линии электрического трамвая. Жители Дорогомилова подали в Думу прошение, мотивируя необходимость капитального ремонта Бородинского моста и прокладки трамвайной линии тем, что население Дорогомилова, включая окрестности, достигло ста тысяч жителей.
Движение электрического трамвая по новой линии на Большой Дорогомиловской улице от Дорогомиловской заставы было открыто 5 ноября 1909 года. Окраинные улицы обыкновенно освещались керосиновыми лампами, но после прокладки трамвайной линии вдоль Большой Дорогомиловской улицы загорелись керосиново-калильные фонари, дававшие большой круг очень яркого света.

### При Советской власти

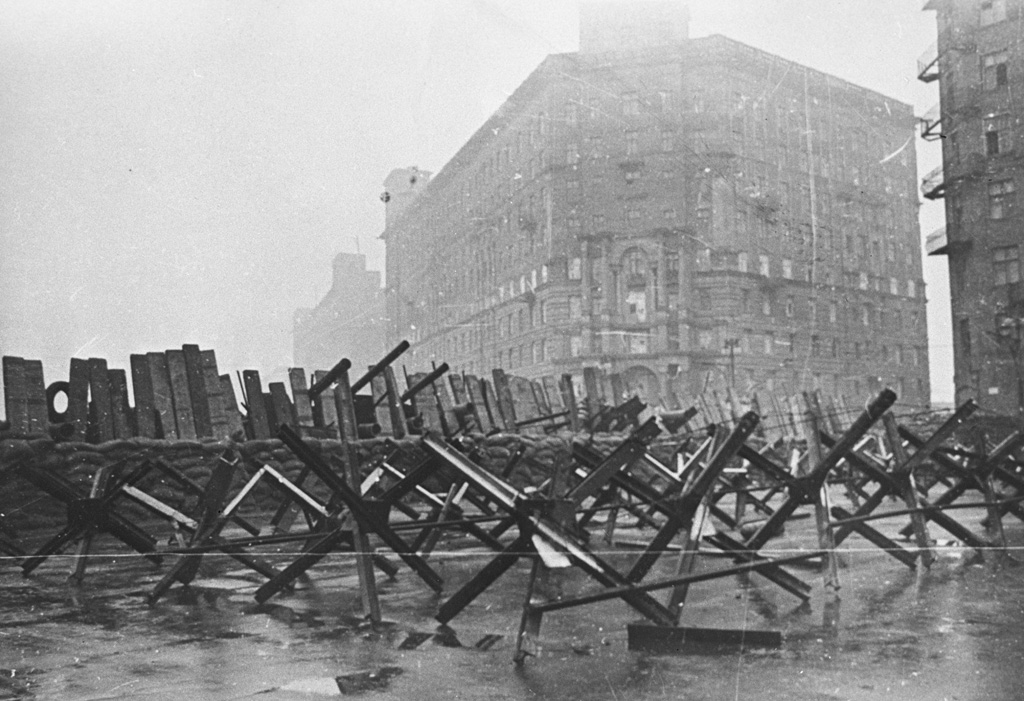
Баррикады у пересечения с улицей Раевского. 1 октября 1941 года

В декабре 1934 года была закончена прокладка по Большой Дорогомиловской улице (с Арбата до Дорогомиловской заставы) линии троллейбуса, ставшей второй в Москве после линии на Ленинградском шоссе. Троллейбусы ходят по улице до сих пор.
10 июля 1935 года был утверждён Генеральный план реконструкции Москвы, в котором было записано:

Площадь Киевского Вокзала расширяется до Дорогомиловской улицы, архитектурно оформляется с учетом ансамбля Москвы-реки. Дорогомиловская улица до Дорогомиловской площади расширяется с 31 до 70 м. Реконструируемая Дорогомиловская площадь становится узловой, разгрузочной и связывает Дорогомиловскую улицу и Новый Арбат с Можайским шоссе. Можайское шоссе превращается в одну из самых оживлённых артерий города шириной 70 — 100 м. Правая сторона этой магистрали освобождается от ветхих зданий. Богатые зелёные массивы связывают магистраль с набережной Москвы-реки.
В целях разгрузки Арбата прокладывается новая прямая магистраль, так называемая Новоарбатская. Магистраль проходит от Москвы-реки через кварталы Дорогомиловской улицы и Дорогомиловской площади. Набережная Москвы-реки превращается в сквозную магистраль. Набережные озеленяются, берега одеваются в гранит. Москва-река у Дорогомиловской луки спрямляется. Дорогомиловская набережная становится одной из благоустроенных улиц Москвы. Бережковская набережная расширяется до 50 м.

В 1936 году в преддверии реконструкции улицы линия трамвая, существовавшаяя с 1909 года, была переложена на соседние улицы. Теперь трамвай стал ходить по 1-му и 2-му Брянским переулкам, Брянской и 2-й Извозной улицам.
Застройка Кутузовского проспекта от места его слияния с Большой Дорогомиловской улицей началась в 1936 году. Большой Дорогомиловской — в 1938 году. Тогда был взорван бывший главный храм Дорогомилова — Храм Богоявления Господня, построенный ещё в XVI веке. На его месте в 1939 году был сооружён первый дом реконструировавшейся улицы (дом 1 по Большой Дорогомиловской ул.), а также дома 5 и 7/2. Остальные дома на улице были сооружены уже после Великой Отечественной войны.

## Примечательные здания и сооружения
По нечётной стороне:

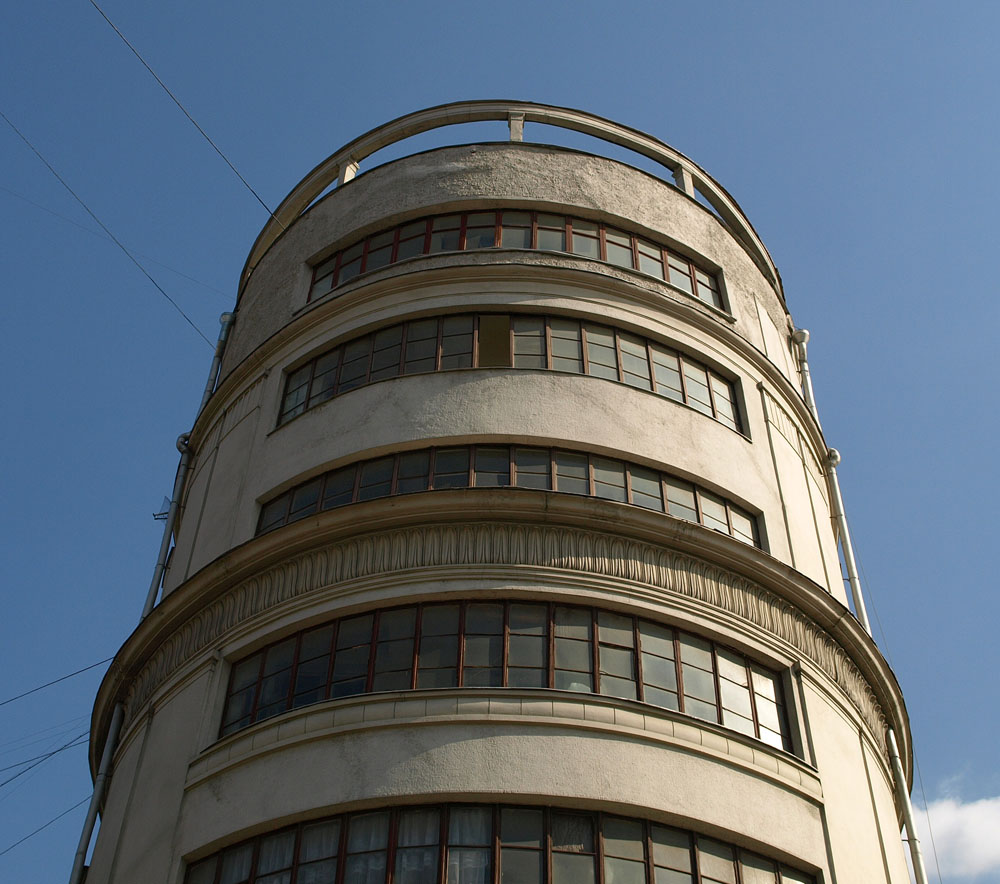
Архитектурный элемент дома 6 по Большой Дорогомиловской ул.

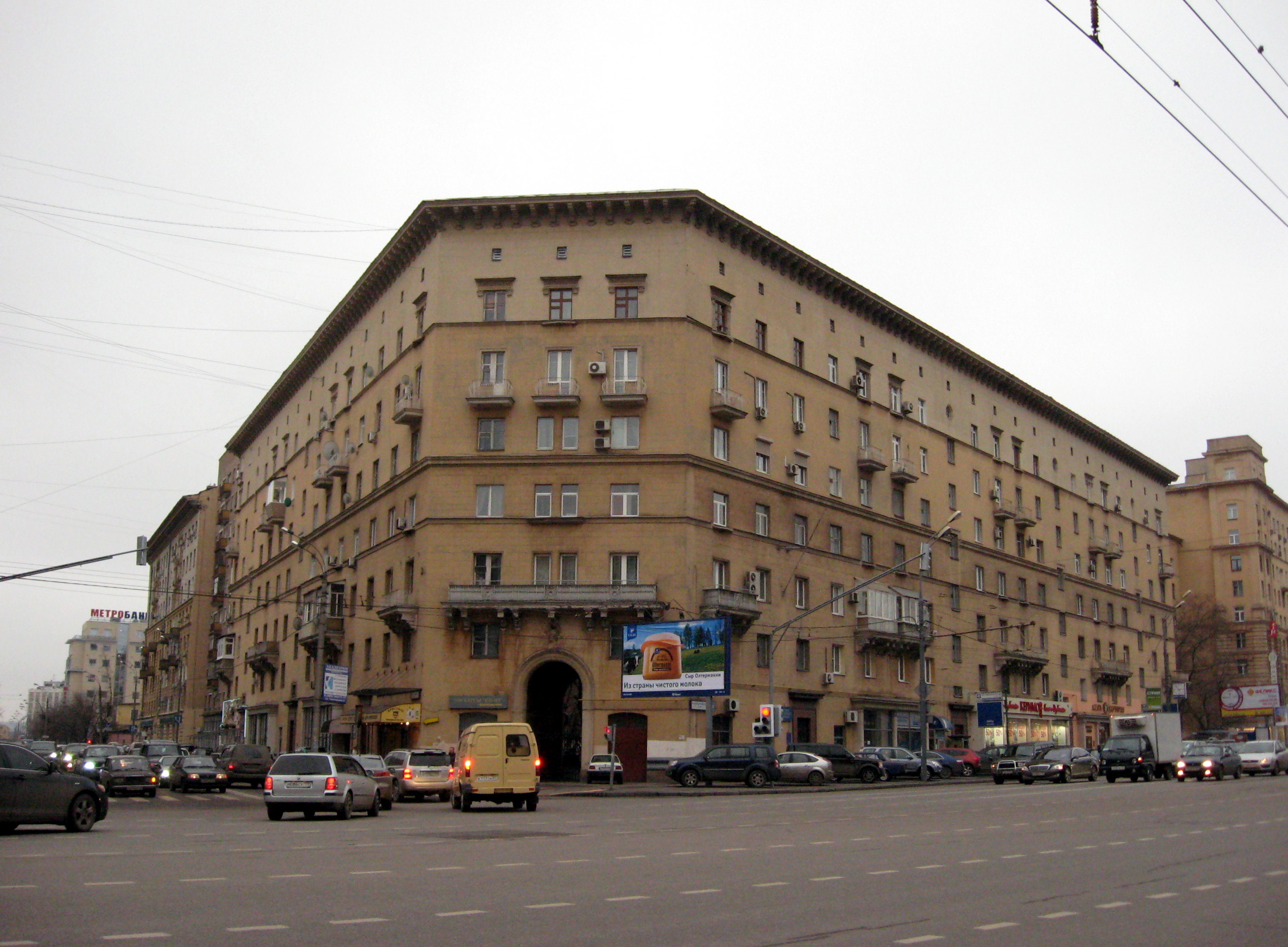
Дом 7/2 на углу с ул. Можайский Вал

- № 1 — восьмиэтажный кирпичный жилой дом построен в 1939 году по проекту архитектора Н. Н. Соболева[12]. Здесь жил писатель и поэт Александр Твардовский (мемориальная доска, 1977, скульптор Т. И. Каленкова, архитектор С. А. Захаров)[13]. Ранее на этом месте стояла Церковь Богоявления Господня, что в Дорогомилове XVIII века (колокольня — 1874, архитектор Н. В. Никитин; перестройка приделов — 1898, архитектор В. Г. Сретенский)[14].
- № 3 — детский сад № 1031
- № 5 — шестиэтажный кирпичный жилой дом постройки 1939 года. Здесь жили военные деятели — Герой Советского Союза И. А. Тараненко[15], генерал К. Н. Смирнов[16].
- № 5 корп. 2 — четырёхэтажный кирпичный жилой дом постройки 1914 года, самый старый дом[источник не указан 3958 дней] района Дорогомилово
- № 7/2 — семиэтажный кирпичный жилой дом постройки 1941 года
- № 9 — девятиэтажный кирпичный жилой дом постройки 1954 года. В 1954—1979 годах здесь жили актриса Валентина Телегина[17], кинорежиссёры Сергей Герасимов[18], Александр Столпер (мемориальная доска, 2008)[19], Михаил Калатозов (мемориальная доска, 1986, архитектор Н. И. Рослова)[20], физико-географ Н. А. Гвоздецкий[21].
- № 9а — пристройка к жилому дому, с магазином
- № 9 корп. 2 — бывший детский сад
- № 11 — жилой дом (1938—1940, архитекторы З. М. Розенфельд, Ю. Шевердяев)[22]

По чётной стороне:
- № 4 — четырнадцатиэтажный кирпичный жилой дом построен в 1955 году по проекту архитектора И. А. Француза[12]. Здесь жили Бетти Глан[23], литературовед Евгений Пастернак[24], учёный в области механики В. И. Феодосьев
- № 6 — восьмиэтажный кирпичный жилой дом в стиле конструктивизма (1933, архитектор Б. Я. Мительман)
- № 8 — двенадцатиэтажный кирпичный жилой дом постройки 1979 года. Здесь жили актёры Роман Филиппов[25], Виталий Соломин[26].
- № 8а — ресторан «Макдоналдс» (1997, архитектор В. С. Кубасов)
- № 10 — девятиэтажный кирпичный жилой дом постройки 1977 года
- № 10 корп. 2 — школа посольства Индии в Москве и вечерняя школа № 124 (фактически стоит на Малой Дорогомиловской улице)
- № 12 — сносимое здание, принадлежащее ИТАР-ТАСС
- № 14 корп. 1 — девятиэтажный кирпичный жилой дом постройки 1972 года
- № 16 — девятиэтажный кирпичный жилой дом постройки 1962 года

### Памятники
- Обелиск «Москва — город-герой» (1977, архитекторы Г. А. Захаров, З. С. Чернышёва, скульптор А. Д. Щербаков)

## Транспорт
По улице на всём её протяжении проходят маршруты автобусов Т34, 297, 239, 157, 205, 454, 474; 840 (только в сторону Киевского вокзала).

### Ближайшие станции метро
- Киевская (Арбатско-Покровской линии)
- Киевская (Кольцевой линии)
- Киевская (Филёвской линии)